# Aiouea laevis
Aiouea laevis là loài thực vật có hoa trong họ Nguyệt quế. Loài này được (Nees ex Mart.) Kosterm. miêu tả khoa học đầu tiên năm 1938.